# Добко Тарас Дмитрович
Тарас Дмитрович Добко (2 червня 1971, м. Львів)  — ректор Українського католицького університету, доктор філософії (PhD) Міжнародної академії філософії у князівстві Ліхтенштейн, 2003 рік. Член наглядової ради Інституту міста(Львів). З 1998 року викладає філософію в УКУ, паралельно працює на адміністративних посадах.
Тарас Добко народився 2 червня 1971 року у Львові, Україна. Навчався в 51-й школі імені Івана Франка у Львові.
Здобув ступінь доктора філософії (Ph.D.) в Міжнародній академії філософії у князівстві Ліхтенштейн (1996–1998). Захистив докторську дисертацію на тему «Happiness of the Human Person. A Phenomenological Study of the Human Person’s Disclosure in Happiness» («Щастя людської особи. Феноменологічне дослідження розкриття людської особи у досвіді щастя»). 
Одружений. Має двох доньок. 

## Освіта
| Ph.D .     | 1996–1998, 2003 | Міжнародна академія філософії у князівстві Ліхтенштейн, Summa cum laude Докторська дисертація: Happiness of the Human Person. A Phenomenological Study of the Human Person’s Disclosure in Happiness («Щастя людської особи. Феноменологічне дослідження розкриття людської особи у досвіді щастя»). Нострифікована у 2011 році на ступінь кандидата філософських наук зі спеціальності «Етика» в Київському національному університеті Тараса Шевченка. Вчене звання доцента кафедри філософії отримав у 2014 році. |
| M.A.       | 1993-1996       | Міжнародна академія філософії у князівстві Ліхтенштейн, Summa cum laude. Магістерська робота: Religious Faith and Metaphysical Conviction about God’s Existence: A Comparative Study («Релігійна віра і метафізичне переконання про існування Бога: порівняльне дослідження»). |
| Спеціаліст | 1988-1993       | Львівський державний університет ім. Івана Франка, Механіко-математичний факультет, спеціальність – теоретична механіка, диплом з відзнакою. |

Додаткові навчальні програми та стажування
2002 – Наукове стажування, Council for Research in Values and Philosophy, Catholic University of America, Washington, D.C., USA (два місяці).
2002-2003 – Літні італомовні школи, Мантуя, Італія (один місяць).
2007 – Наукове стажування, Інститут європейських досліджень, Університет Нотр-Дам, Індіана, США (один місяць).
2007 –  Наукове стажування, Центр досліджень античної традиції (OBTA), Варшавський університет, Польща (два місяці).
2010, 2013, – Наукове стажування, Інститут європейських досліджень, Університет Нотр-Дам, Індіана, США (2010 – 4 місяці; 2013 – 4 місяці; 2022 – 10 місяців).
2022
2013-2015 – Науковий проєкт «Church and People: Disjunctions/Conjunctions in a Secular Age», Council for Research in Values and Philosophy at the Catholic University of America, координація української команди і презентація результатів на міжнародній конференції «Renewing the Church in a Secular Age: Holistic Dialogue and Kenotic Vision». 
Дослідницькі зацікавлення
Дослідницькі зацікавлення
Класична феноменологія і феноменологічна епістемологія, персоналізм в зацікавлення етиці, секуляризація у постмодерній культурі, філософія релігії, етика і публічне життя, історико-філософський і соціокультурний аналіз концепцій раціональності у європейській культурі, освіта і цілісний людський розвиток, проблеми університетської автономії і академічної культури.

ID автора	-	ORCID 0000-0001-5222-6376
- http://er.ucu.edu.ua/handle/123456789/66/browse?authority=c52c4ab3-9834-+447b-9cee-68bbef74ee66&type=author
- https://ukrainiancatholic.academia.edu/TarasDobko
- https://www.linkedin.com/in/taras-dobko-4baba08a/

## Професійний досвід
Викладацький досвід
25 років викладацького досвіду в Українському католицькому університеті. Дипломні програми: «Філософія і критичне мислення» на освітній програмі «Етика-Політика- Економіка»; «Вступ до університетських студій / Основи аргументації на програмі» «Світоглядне ядро»; Епістемологія на освітній програмі «Богослов’я».
Сертифікатні програми: програма «Еліти і суспільне служіння» (курс: «Еліти у сучасному суспільстві і культурі»); програма «Етика і публічний простір» (курси: «Сутність публічності: свобода і/чи соціальна детермінація?», «Феномен культури, як середовища людського духа»); програма «Інша Європа: вчитуючись в альтернативи» (курс: «Сучасні українські дискусії про європейську ідентичність»).
Викладання курсів з філософії в інших закладах вищої освіти, зокрема у:
- У Львівському національному університеті імені Івана Франка, Центр розвитку магістерських і докторантських програм (докторантський семінар:« Теорія соціальної і культурної сучасності«)
- Василіанському інститутові філософсько-богословських студій імені митр. Йосифа В. Рутського у Львові (курс: «Епістемологія»);
- Вищому інституті філософсько-богословських студій імені Миколи Чарнецького (ЧНІ), викладач філософії (курси: «Вступ до філософії», «Епістемологія», «Християнська філософія», «Філософія релігії»);
- Інституті богослов’я, філософії і культури «Сулхан Сава Орбеліані», Тбілісі, Грузія, викладач філософії.

Адміністративний досвід
24 червня 2023 — ректор Українського католицького університету
2008-2023 — Перший проректор Українського католицького університету
2005-2008 — Сенатор УКУ
2008-2012 — Голова Ради проєкту будівництва університетського містечка УКУ
2008-2012 — Член Наглядової ради Бізнес-школи УКУ
2003-2008 — Проректор з навчальної роботи УКУ
2000-2003 — Заступник декана філософсько-богословського факультету УКУ
Праця в комісіях і членство в неурядових організаціях
З 2016 член Наглядової ради Інституту міста та член Ради конкурентоспроможності Львова
2017-2021 — Член Наглядової ради Львівського кластера розвитку освіти і креативності
2016-2018 — Член Комісії з державного визнання документів про наукові ступені і вчені звання, видані вищими духовними навчальними закладами при МОН
2015-2018 — Член Дорадчої ради Центру інноваційної освіти «Про.Світ»
2014-2019 — Член Акредитаційної комісії України
2011-2013 — Член Освітньої ради Освітньої програми Міжнародного фонду «Відродження»
2009-2010 — Член Національної команди експертів з реформування вищої освіти в Україні
2015-2022
2007-2009 — Член робочої групи МОН з розробки галузевого стандарту з богослов’я
2007-         — Член Міжнародної асоціації гуманітаріїв
2006-2011 — Член комітету дорадників ACLS HP (Американська рада наукових товариств, програма короткотермінових грантів у сфері гуманітарних наук)
2005-2009 — Член робочої групи проєкту Консорціуму українських університетів «Університетська автономія – складова громадянського суспільства»
Публікації: Упорядник і науковий редактор 4 книг, автор більш як 40 статей наукового та науково-публіцистичного характеру в українських та міжнародних виданнях.

## Наукові праці
Наукова редакція:
1. Упорядник та науковий редактор збірки перекладів «Досвід людської особи. Нариси з філософської антропології» (перша книга із серії «Антологія персоналістичної думки») – Львів: «Свічадо», 2000.
2. Науковий редактор перекладу. Дітріх фон Гільдебранд, «Етика» (друга книга із серії «Антологія персоналістичної думки»). - Львів: УКУ, 2002.
3. Науковий редактор перекладу. Дітріх фон Гільдебранд, «Що таке філософія?» (третя книга із серії «Антологія персоналістичної думки») - Львів: Колесо, 2008.
4. Упорядник та науковий редактор навчального посібника «Імператив якості: вчимося цінувати і оцінювати вищу освіту» - Львів: Манускрипт, 2014.

###### Електронні публікації
- «Богослов'я в Україні: А віз і нині там…»// Res Publica Litterarum (http://www.rpl.org.ua/ukr)

Статті:
1. «Персоналізм, або людська особа у пошуках власної ідентичності» // передмова до книги
2. «Досвід людської особи. Нариси з філософської антропології». - Львів: Свічадо, 2000. С.7-12.
3. «Виклик солідарності на шляху побудови орієнтованого на гідність людини суспільства»
4. // Матеріали літнього семінару із соціальної філософії: «Соціальна ринкова економіка та побудова орієнтованого на гідність людини суспільства». - Львів: Львівська Богословська Академія, 2001.
5. «Людина постмодерну перед питанням Бога» // передмова до книги Юзефа Жицінського
6. «Бог постмодерністів». – Львів: УКУ, 2004. - C.IX-XIX
7. «Університетська автономія – шлях до вільного і відповідального університету» // матеріали семінару «Університетська автономія – складова громадянського суспільства».
8. - Львів: ЛНУ ім. Івана Франка, 2005.
9. «Універсальність та ідентичність: горизонти людського існування» // Богословія, Т.69. - Львів: УКУ, 2005. С.146-162.
10. «Проблеми і перспективи рецепції богослов’я і богослова в академічному середовищі сучасного українського університету» // доповідь на конференції нового покоління богословів УГКЦ «Кайрос». - Львів: УКУ, 2006.
11. «Очевидність та істина в «Логічних дослідженнях» Едмунда Гуссерля» // Матеріали міжнародної конференції «Трансформація парадигм мислення та концепцій знання під впливом сучасних викликів у загальній, соціальній, практичній і прикладній філософії». – Львів: ЛНУ ім. Івана Франка, 2007. С.19-21.
12. «Академічна культура, як необхідна передумова ефективного управління сучасним університетом в умовах автономії» // Університетська автономія - Київ: Дух і Літера, 2008. С.93-102.
13. «Як філософувати?» // передмова до публікації перекладу книги Дітріха фон Гільдебранда «Що таке філософія?» - Львів: Колесо, 2008. С.7-20.
14. “Nauka wolności. Wolnośc i jej falsyfikaty na poradzieckiej Ukrainie”, tłum. D. Chabrajska //
15. Ethos, №81 - Люблін, Люблінський католицький університет, Польща, 2008. С.38-49.
16. «Happiness and Moral Autonomy of the Human Person: A Critical Reflection on Kant and von Hildebrand» // Топос. Философско-культурологический журнал, №2. - Вильнюс: Европейский гуманитарный университет, 2010. С.108-121.
17. «Основні засади феноменологічної концепції пізнання» // Мультиверсум. Філософський альманах, Вип. 10(98). - Київ: Центр духовної культури, 2010. С.43-52.
18. «Св. Тома Аквінський про остаточну мету людського життя в «Сумі теології», І-ІІ» // Вісник Харківського національного університету імені В.Н. Каразіна. №940. - Харків- Суми: 2011. С.84-89.
19. «Кант про щастя та його значення в практичному житті людини» // Науковий вісник Чернівецького університету. Збірник наукових праць. Випуск 534-535. Філософія. - Чернівці: Чернівецький національний університет імені Юрія Федьковича, 2011. С.167-176.
20. «Макс Шелер про етичну релевантність ставлення людини до себе» // Наукові записки Національного університету "Острозька академія" Збірник наукових праць. Серія
21. «Філософія». Випуск 8. - Остріг: 2011. С.341-353.
22. «Про позицію і пропозицію. Куди ведуть дороги релігійного досвіду в постмодерному світі?» // Наукові записки Українського католицького університету. Число ІІІ. Серія Філософія. Випуск 1. - Львів: 2012. С.227-245.
23. «Інтелектуал та університет: обскурантизм чи культура інтелекту?» // Журнал «Ідеологія та політика», https://ideopol.org/wp-content/uploads/2014/03/5_UKR-Dobko.pdf
24. «Макс Шелер про відмінність і зв'язок між релігією і філософією: спроба феноменологічного розрізнення і позиціонування» // Збірник наукових праць «Гілея: науковий вісник». Випуск 65. - Київ: 2012. С.307-313.
25. «Про природу релігійного досвіду і пізнання: феноменологічне дослідження» // Наукові записки Національного університету "Острозька академія" Збірник наукових праць. Серія
26. «Філософія». Випуск 11. - Остріг: 2012. С.417-432.
27. «Бог феноменологів», як відповідь на дилему «Бога Авраама, Ісаака і Якова» чи «Бога філософів та вчених» // Філософія релігії в Україні: варіативність стратегії осмислення предмету. Збірник наукових праць за ред. А.Колодного та О.Горкуші // Українське релігієзнавство. К., 2012. № 64. С. 133-140.
28. «Університет і богословська освіта в Україні: автономія знання та інтелектуальна потреба теології» // Філософська думка: Спецвипуск Sententiae III. «Християнська теологія і сучасна філософія», 2012 – Вінниця: ВНТУ, 2013. С.200-212.
29. «Метафізика свята, або про метафізичні передумови людського щастя» // Релігія та соціум. Міжнародний часопис. №1(9). - Чернівці: Чернівецький національний університет, 2013. - С.5-11.
30. «Ентелехія чи транстелехія: чим керується людина у своєму практичному житті?» // Науковий вісник Чернівецького національного університету: Збірник наукових праць. Вип. 646-647. Філософія. - Чернівці: Чернівецький національний університет, 2013. - С.163-168.
31. «Любов і щастя у філософії Дітріха фон Гільдебранда» // Збірник наукових праць «Гілея: науковий вісник». Випуск 73. - Київ: 2013. - С.179-182.
32. «Феноменологія смирення» // Гуманітарні студії. Збірник наукових праць. Випуск 20. - Київ: Київський національний університет імені Тараса Шевченка, 2013. - С.52-62.
33. «Emancipating Higher Education in Ukraine from the Post-Soviet Legacy: A Problem of Trust and Academic Excellence» // Universidade em Debate, Pontificia Universidade Católica do Parana. V. 1, n. 1 (jul./dez.2013). - Curitiba: Champagnat, 2013. - C.76-86.
34. «Щастя і приємність» // Філософська думка, 2014, №1 - Київ: Інститут філософії імені Григорія Сковороди НАН України. - С.51-63.
35. «Апологія цінності за твором Макса Шелера “Формалізм в етиці і матеріальна етика цінностей”» // Філософська думка, 2014, №4. - Київ: Інститут філософії імені Григорія Сковороди НАН України. - C.67-79.
36. «Університет, академічна культура і забезпечення якості» // Навчальний посібник
37. «Імператив якості: вчимося цінувати і оцінювати вищу освіту» - Львів: Манускрипт, 2014. - С.58-68.
38. «Щастя і відношення людської особи до добра» // Вісник Київського національного університет імені Тараса Шевченка. Серія «Філософія. Політологія». № 3(117) - Київ: Київський національний університет імені Тараса Шевченка, 2014. - С.14-17.
39. «Secular Education and a Civic Challenge» // Proceedings of the international conference Sources of the Civic: Catholic Higher Education and Democracy in Europe. - Notre Dame: The Nanovic Institute for European Studies at the University of Notre Dame, 2014.
40. «Пропозиції  (White  Paper)  партнерів  міжнародного  консорціуму  Темпус-проекту
41. «Національна система забезпечення якості і взаємної довіри у системі вищої освіти» щодо принципів діяльності Національного агентства із забезпечення якості вищої освіти»
42. // Розвиток системи забезпечення якості вищої освіти в Україні: інформаційно- аналітичний огляд / Укладачі: Добко Т., Золотарьова І., Калашнікова С., Ковтунець В., Курбатов С., Линьова І., Луговий В., Прохор І., Рашкевич Ю., Сікорська І., Таланова Ж., Фініков Т., Шаров С.; за заг. ред. С. Калашнікової та В. Лугового. – Київ : ДП «НВЦ
43. «Пріоритети», 2015. - С.42-46.
44. «Академічна культура та доброчесність, як соціальний капітал сучасного університету» // Співавтор – В. Турчиновський. Академічна чесність як основа сталого розвитку університету / Міжнародний благодійний Фонд “Міжнародний фонд досліджень освітньої політики”; за заг. ред. Т.В.Фінікова, А.Є.Артюхова – К.; Таксон, 2016. - С.37-51.
45. «Навіщо етиці феноменологія?» // Studia Bobolanum 30 (2019) 1. – Warsaw, 2019. - С.125-
46. 146.
47. «Щастя і реальність» // Матеріали міжнародної конференції Щастя і цивілізаційний розвиток, Національний медичний університет імені Данила Галицького, 2019.
48. «Про ґендер і ґендерну мову» // Zbruc, 2019.
49. «Чи малі університети можуть вигравати у великих?» // Quo vadis, Університет? Національний університет “Острозька Академія” / під ред. Дмитра Шевчука. – Остріг, 2020. - С.84-101.
50. «Якісна вища освіта. Чому сьогодні вона не може бути безкоштовною?» // Новое время, 17 квітня 2020.
51. “У світі надзвичайна освітня ситуація. Що робити?” // Новое время, 4 травня 2020.
52. «Феноменологія нудьги: ‘досвід без властивостей’» // Studia Bobolanum 31 (2020) 2. – Warsaw, 2020. - С.289-305.
53. «Суспільний поступ і цілісний людський розвиток: про щастя, добробут і гідність» // Щастя та сучасне суспільство: збірник матеріалів міжнародної наукової конференції (Львів, 20-21 березня 2021 р.). – Львів : СПОЛОМ, 2021. - С.87-92
54. «Справжня свобода – це Божий дар бути собою» // Венедикт Алексійчук. Про покликання людини. – Львів: Свічадо 2021. С. 261-274.
55. «Чи розумно вірити в Бога?» // Збруч, 2021.
56. «The Trauma of “Homo Sovieticus”» // The Trauma of Communism / ed. by Clemens Sedmak,
57. A. James McAdams. Lviv: Ukrainian Catholic University Press 2022. C. 249-263.
58. “Combating Ukraine’s Brain Drain” // Inside Higher Education, published October 25, 2022
59. “Human Dignity Amid Violence in Ukraine” // Ansari Institute IHD Colloquium, published November 30, 2022

Книги:
- Упорядник та науковий редактор збірки перекладів «Досвід людської особи. Нариси з філософської антропології» (перша книга із серії «Антологія персоналістичної думки») — Львів: «Свічадо», 2000.
- Науковий редактор перекладу. Дітріх фон Гільдебранд, Етика (друга книга із серії «Антологія персоналістичної думки»). — Львів: УКУ, 2002.
- Науковий редактор перекладу. Дітріх фон Гільдебранд, Що таке філософія? (третя книга із серії «Антологія персоналістичної думки») — Львів: Колесо, 2008.